# Ministère de l'Éducation, de la Culture et des Sciences islandais
Le ministère de l'Éducation, de la Culture et des Sciences d'Islande est le ministère chargé de l'éducation et la formation en Islande. Il a été instauré d'une manière permanente à partir du 1er juin 1947 par le premier ministre. Le budget du ministère géré par Katrín Jakobsdóttir en 2010 est de 58,8 milliards de couronnes.